# Girls & Boys (canción de Good Charlotte)
«Girls & Boys» es el tercer sencillo tomado del segundo álbum de estudio de Good Charlotte, The Young And The Hopeless. El tema de la canción es que las chicas no les gustan los chicos y sólo los usan por su dinero y sus bienes materiales. El video musical para la canción muestra a personas mayores vestidas y actuando como personas jóvenes. Varios miembros de la banda son mostrados interactúando con las personas mayores (por ejemplo, jugando videojuegos o dando masajes). En el final del vídeo Benji Madden despierta para encontrar a una mujer vieja vistiendo una de sus camisetas y ofreciéndole un tarro de cereal. El vídeo fue grabado en Nueva Zelanda.

## Posicionamiento
| Listas (2003)        | Posición |
| -------------------- | -------- |
| ARIA Singles Chart   | 33       |
| Austrian Top 75      | 45       |
| German Top 100       | 47       |
| Irish Top 50         | 36       |
| New Zealand Top 40   | 25       |
| Swedish Top 60       | 44       |
| Swiss Top 100        | 84       |
| UK Top 75            | 6        |
| US Billboard Hot 100 | 48       |

## Listado
1. «Girls & Boys»
2. «Riot Girl» (acústica)
3. «Lifestyles of the Rich and Famous» (acústica)
4. «The Young and the Hopeless» (acústica)
5. «Girls & Boys» (Video)